# 硫氰酸铵
硫氰酸銨是一種由铵离子和硫氰酸根组成的无机铵盐，分子式為NH4SCN，在空气中易潮解，溶于水时呈吸热反应，170℃时与硫化氢反应分解为氨和二硫化碳，可用於除草剂。{\displaystyle {\ce {NH4SCN + H2S ->2 NH3 + CS2}}}

## 用途
硫氰酸銨可用于制造除草剂、硫脲和透明的人造树脂。硫氰酸銨也可用于比色法测定软饮料中的铁含量。

## 合成方法
硫氰酸銨是由二硫化碳和氨水反应得到，这个反应会生成中间体二硫代氨基甲酸铵，经加热后分解成硫氰酸銨和硫化氢：
{\displaystyle {\ce {CS2 + 2 NH3(aq) -> NH2C(=S)SNH4 -> NH4SCN + H2S}}}

## 反应
硫氰酸铵在空气中稳定；然而，加热至140℃左右后它会异构化为硫脲：
150 时的平衡混合物 °C 和 180 °C 分别含有 30.3% 和 25.3%（重量）硫脲。 当加热到200 °C时，干粉分解为氨、硫化氢和二硫化碳，留下硫氰酸胍残留物。
NH 4 SCN因含有铵离子而呈弱酸性；它与碱金属氢氧化物（例如氢氧化钠或氢氧化钾）反应生成硫氰酸钠或硫氰酸钾以及水和氨。 具体来说，硫氰酸根阴离子与铁盐反应形成深红色的硫氰酸铁络合物：
6 SCN − + Fe 3+ → [Fe(SCN) 6 ] 3−
硫氰酸铵与多种金属离子（包括铜、银、锌、铅和汞）反应，形成硫氰酸盐沉淀物，可将其萃取到有机溶剂中。

## 外部連結
- www.chemyq.com （页面存档备份，存于）